# Настоящие топорики
Настоящие топорики (лат. Sternoptyx) — род глубоководных морских рыб из семейства топориковых (Sternoptychidae) отряда стомиеобразных. Это типовой род семейства.
Настоящие топорики имеют серебристые, высокие, сжатые с боков тела и большие, не телескопические глаза. Все они относительно малы, причем даже самые крупные виды (S. pseudobscura и S. pseudodiaphana) не превышают 60 миллиметров в длину.
Окаменелости этого рода показывают, что он существовал, по крайней мере, с раннего олигоцена, около 30 миллионов лет назад.

## Классификация
На апрель 2019 года в род включают 4 вида:
- Sternoptyx diaphana Hermann, 1781 — Прозрачная рыба-топорик, или прозрачный топорик
- Sternoptyx obscura Garman, 1899 — Тёмный топорик[1]
- Sternoptyx pseudobscura R. C. Baird, 1971 — Светлый топорик[1]
- Sternoptyx pseudodiaphana Borodulina, 1977